# 東京硝子
東京硝子株式会社（とうきょうがらす）は、東京都千代田区に本社を置く包装資材の商社。

## 沿革
- 1908年（明治41年） - 中村安次郎が中村商店として創業。
- 1941年（昭和16年） - 軍需省々令企業整備により東京硝子販売株式会社と合併。
- 1944年（昭和19年） - 現社名に商号変更。

## 参考
- 東京硝子株式会社